# Route nationale 405
Pour les articles homonymes, voir Route 405.
La route nationale 405 ou RN 405 était une route nationale française reliant Iré-le-Sec à Vacherauville. Après les déclassements de 1972, elle est devenue RD 905.
Voir le tracé de la RN405 sur GoogleMaps

## D'Iré-le-Sec à Vacherauville D 905
- Iré-le-Sec (km 0)
- Jametz (km 6)
- Peuvillers (km 13)
- Damvillers (km 16)
- Ville-devant-Chaumont (km 24)
- Beaumont-en-Verdunois (km 29)
- Vacherauville (km 34)